# Gotham (serial telewizyjny)
Gotham – amerykański serial telewizyjny stworzony przez Bruno Hellera dla stacji FOX. Jego głównymi bohaterami są postacie występujące w komiksach wydawnictwa DC Comics – James Gordon i Bruce Wayne (Batman), którzy zostali stworzeni przez Boba Kane’a. Gwiazdą serialu jest Ben McKenzie, który jest odtwórcą roli młodego detektywa Gordona. Reżyserem odcinka pilotażowego został Danny Cannon.
Jego amerykańska premiera miała miejsce 22 września 2014 roku. Serial powstaje dla stacji FOX, ale jego producentem jest Warner Bros. TV. W Polsce serial jest emitowany od 8 października 2014 roku przez stację Universal Channel. Po wyemitowaniu 10 odcinków przez Universal Channel serial został przeniesiony do emisji przez stację 13 Ulica.
Fabuła Gotham skupia się na policji fikcyjnej metropolii Gotham City, a w szczególności Jamesie Gordonie, który w tym serialu wciąż jest detektywem, próbującym walczyć z plagą złoczyńców, którzy zamienią Gotham City w miasto bezprawia. W serialu mają być także obecni – lub już są – znani z komiksów przeciwnicy Batmana, m.in.: Pingwin, Riddler, Kobieta-Kot, Dwie Twarze, Joker Trujący Bluszcz i Strach na Wróble.

## Fabuła
James Gordon (Ben McKenzie) jest synem byłego prokuratora okręgowego, a obecnie początkującym detektywem w policji miasta Gotham City, na czele której stoi kapitan Sarah Essen (Zabryna Guevara). Zaręczony z Barbarą Kean (Erin Richards), policjant chce przywrócić miasto do czasów jakie znał z dzieciństwa. Zostaje on przydzielony do twardego i zuchwałego Harveya Bullocka (Donal Logue).
Obaj muszą rozwikłać sprawę, która wstrząsała miastem, jaką było brutalne morderstwo małżeństwa miejscowych milionerów Thomasa i Marthy Wayne’ów. Na miejscu zbrodni Gordon poznaje 12-letniego syna Wayne’ów, Bruce’a (David Mazouz), który przeżył napad i był świadkiem całego zdarzenia. Młody detektyw nawiązuje więź z chłopcem i poruszony jego stratą przysięga, że odnajdzie sprawcę śmierci jego rodziców. Odtąd jedynym opiekunem Bruce’a zostaje lokaj rodziny Wayne’ów, Alfred (Sean Pertwee), zaś Gordon, balansując na granicy prawa, będzie spotykać gangsterkę Fish Mooney (Jada Pinkett Smith).
W trakcie śledztwa przyjdzie mu spotkać szereg innych osób w Gotham, które w przyszłości staną się superzłoczyńcami, m.in. Selinę Kyle (Camren Bicondova) i Oswalda Cobblepota (Robin Lord Taylor). Przyjaźń Gordona i osieroconego dziedzica fortuny Wayne’ów potrwa przez lata i będzie miała wpływ na decyzję chłopca o staniu się mścicielem.

## Obsada
- Ben McKenzie jako James Gordon[2]
- Donal Logue jako Harvey Bullock[8]
- Robin Lord Taylor jako Oswald Cobblepot[9]
- Erin Richards jako Barbara Kean[9]
- Zabryna Guevara jako Sarah Essen[9]
- Sean Pertwee jako Alfred Pennyworth[9]
- David Mazouz jako Bruce Wayne[10]
- Jada Pinkett Smith jako Fish Mooney[11]
- Camren Bicondova jako Selina Kyle[10]
- Cory Michael Smith jako Edward Nygma[12]
- Victoria Cartagena jako Renee Montoya[13]
- Andrew Stewart Jones jako Crispus Allen[13]
- John Doman jako Carmine „The Roman” Falcone
- Nicholas D’Agosto jako Harvey Dent[14][15]
- Chris Chalk jako Lucius Fox, techniczny geniusz Wayne Enterprises[16][17]
- Drew Powell jako Butch Gilzean[18][19]
- Morena Baccarin jako dr Leslie Thompkins[20]
- Cameron Monaghan jako Jerome[21] i Jeremiah Valeska (wzorowani na Jokerze)
- Jessica Lucas jako Tabitha Galavan – Tigress (od 2 sezonu)[22]
- James Frain jako Theodore Galavan[23] (od 2 sezonu)
- Michael Chiklis jako kapitan Nathaniel Barnes, kolejny szef Jima Gordona w komisariacie policji w Gotham (od 2 sezonu)[24]
- Crystal Reed jako Sofia Falcone

## Odcinki
| Seria | Seria | Odcinki | Oryginalna emisja | Oryginalna emisja | Oryginalna emisja   | Oryginalna emisja | Oryginalna emisja |
| Seria | Seria | Odcinki | Premiera serii    | Finał serii       | Premiera serii      | Finał serii       |                   |
| ----- | ----- | ------- | ----------------- | ----------------- | ------------------- | ----------------- | ----------------- |
|       | 1     | 22      | 22 września 2014  | 4 maja 2015       | 8 października 2014 | 28 maja 2015      |                   |
|       | 2     | 22      | 21 września 2015  | 23 maja 2016      | —                   | —                 |                   |
|       | 3     | 22      | 19 września 2016  | 5 czerwca 2017    | —                   | —                 |                   |
|       | 4     | 22      | 21 września 2017  | 17 maja 2018      | —                   | —                 |                   |
|       | 5     | 12      | 3 stycznia 2019   | 25 kwietnia 2019  | —                   | —                 |                   |

## Produkcja
12 października 2014 roku stacja FOX zamówiła pełny pierwszy sezon serialu, liczący 22 odcinki.
18 stycznia 2015 roku stacja FOX zamówiła 2 sezon serialu. 17 marca 2016 ogłoszono zamówienie trzeciego sezonu, a 11 maja 2017 roku, przedłużenie o czwarty sezon.
19 marca 2018 oficjalnie przedłużono serial na kolejny, piąty sezon, który będzie finałową serią.